# Condado de Florence (Wisconsin)
El condado de Florence (en inglés: Florence County), fundado en 1882, es uno de 72 condados del estado estadounidense de Wisconsin. En el año 2000, el condado tenía una población de 5,088 habitantes y una densidad poblacional de 4 personas por km². La sede del condado es Florence.

## Geografía
Según la Oficina del Censo, el condado tiene un área total de 1,288 km², de la cual 1,264 km² es tierra y 4 km² (1.90%) es agua.

### Condados adyacentes
- Condado de Iron, Míchigan (norte)
- Condado de Dickinson, Míchigan (este)
- Condado de Marinette (sureste)
- condado de Washington (sureste)
- Condado de Forest (sur y oeste)
- Condado de Green Lake (oeste)

## Demografía
En el censo de 2000, había 5,088 personas, 2,133 hogares y 1,441 familias residiendo en el condado. La densidad poblacional era de 4 personas por km². En el 2000 había 4,239 unidades habitacionales en una densidad de 3 por km². La demografía del condado era de 98.17% blancos, 0.16% afroamericanos, 0.43% amerindios, 0.28% asiáticos, 0.04% isleños del Pacífico, 0.14% de otras razas y 0.81% de dos o más razas. 0.45% de la población era de origen hispano o latino de cualquier raza.

## Localidades

### Ciudades
- Aurora
- Commonwealth
- Fence
- Fern
- Florence
- Homestead
- Long Lake
- Tipler

### Áreas no incorporadas
- Spread Eagle